# Sprengplatz Grunewald

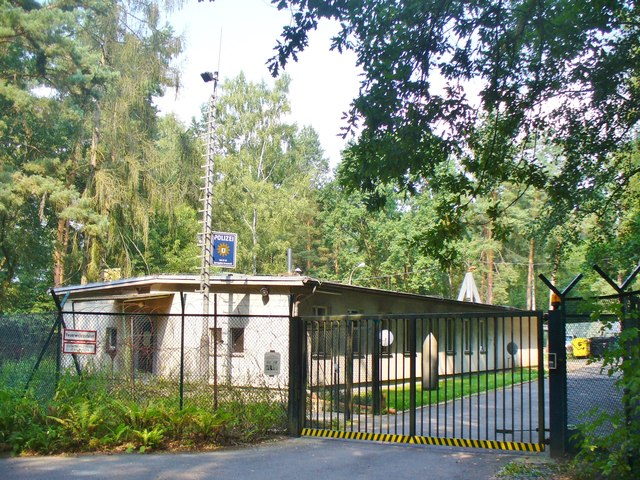
Empfangsbereich und Verwaltungsgebäude am Kronprinzessinnenweg

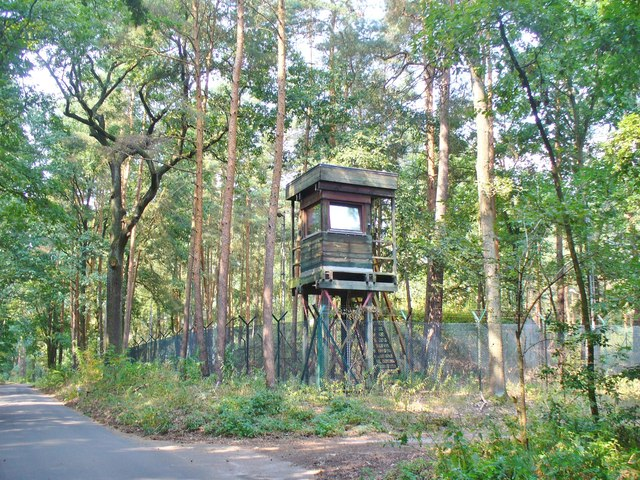
Zuwegung mit Wachturm, Ecke Franzosenweg

Der Sprengplatz Grunewald (auch: Sprengplatz Jagen 65) ist ein etwa 200 m × 200 m großes Areal im Grunewald in Berlin. Das im Ortsteil Nikolassee gelegene Gelände dient seit 1950 der Zwischen- bzw. Endlagerung von Fundmunition sowie deren Unschädlichmachung beispielsweise mittels kontrollierter Sprengung durch den Kampfmittelbeseitigungsdienst der Berliner Polizei.

## Nutzung

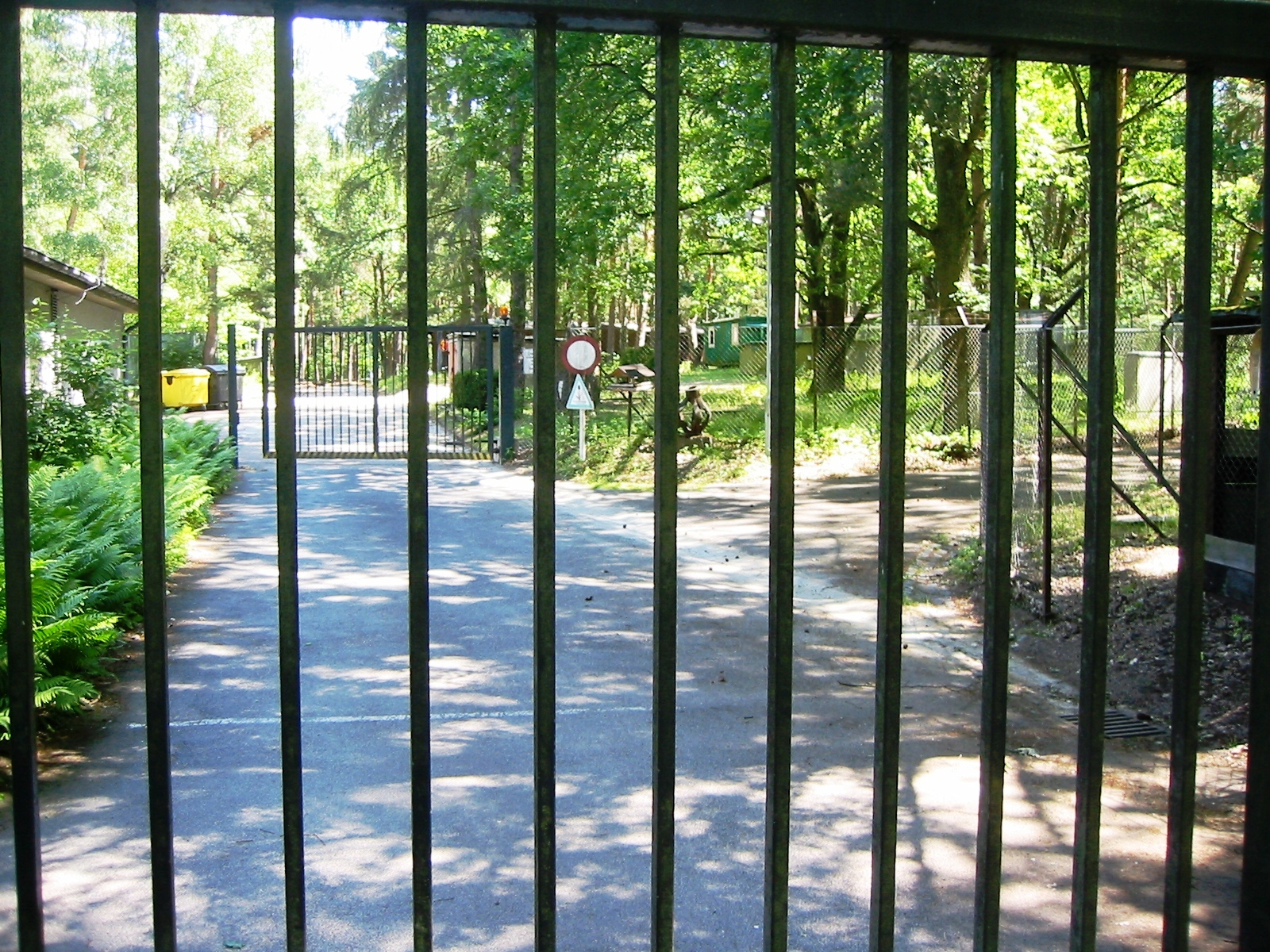
Eingangstor zum Sprengplatz in Berlin-Nikolassee

Der Sprengplatz wurde 1950 angelegt, um beim Wiederaufbau Berlins gefundene Weltkriegsmunition – vor allem aus den alliierten Luftangriffen auf die Stadt – sprengen zu können. Bei dieser Liegenschaft im Jagen 65 handelte es sich um eine militärisch genutzte Einrichtung der US-Berlin Brigade (siehe: Liste alliierter Einrichtungen). Heute werden pro Jahr rund sechs bis acht Großsprengungen sowie rund 70 kleinere Sprengungen durchgeführt. Letztere dienen dazu, Blindgänger unschädlich zu machen, bzw. werden zur Ausbildung genutzt. Der Betrieb des Sprengplatzes war im Landeshaushalt 2004 mit rund einer Million Euro veranschlagt, 2022 wurde rund eine halbe Million Euro angegeben. Das Gelände ist mit hohen Zäunen, Metalltoren, mit Stacheldraht und Kameras gesichert. Um das Gelände wurde eine Brandschneise von mehreren Metern angelegt, die das Übergreifen von Bränden auf den umliegenden Grunewald verhindern soll.

## Lage
Der Sprengplatz befindet sich im von den Berliner Forsten verwalteten Grunewald südwestlich der Autobahn-Anschlussstelle Hüttenweg, rund 600 Meter Luftlinie von der A 115 (AVUS) entfernt. Bei Großsprengungen wird die Autobahn gesperrt.

## Zwischenfälle

### Tödlicher Unfall
Der Berliner Polizeifeuerwerker Werner Stephan verunglückte am 17. August 1957 bei der Delaborierung einer sowjetischen Granate auf dem Sprengplatz tödlich. Sein Helfer Helmut Kleiber und der Kraftfahrer Rudi Klatt wurden dabei schwer verletzt.

### Großbrand

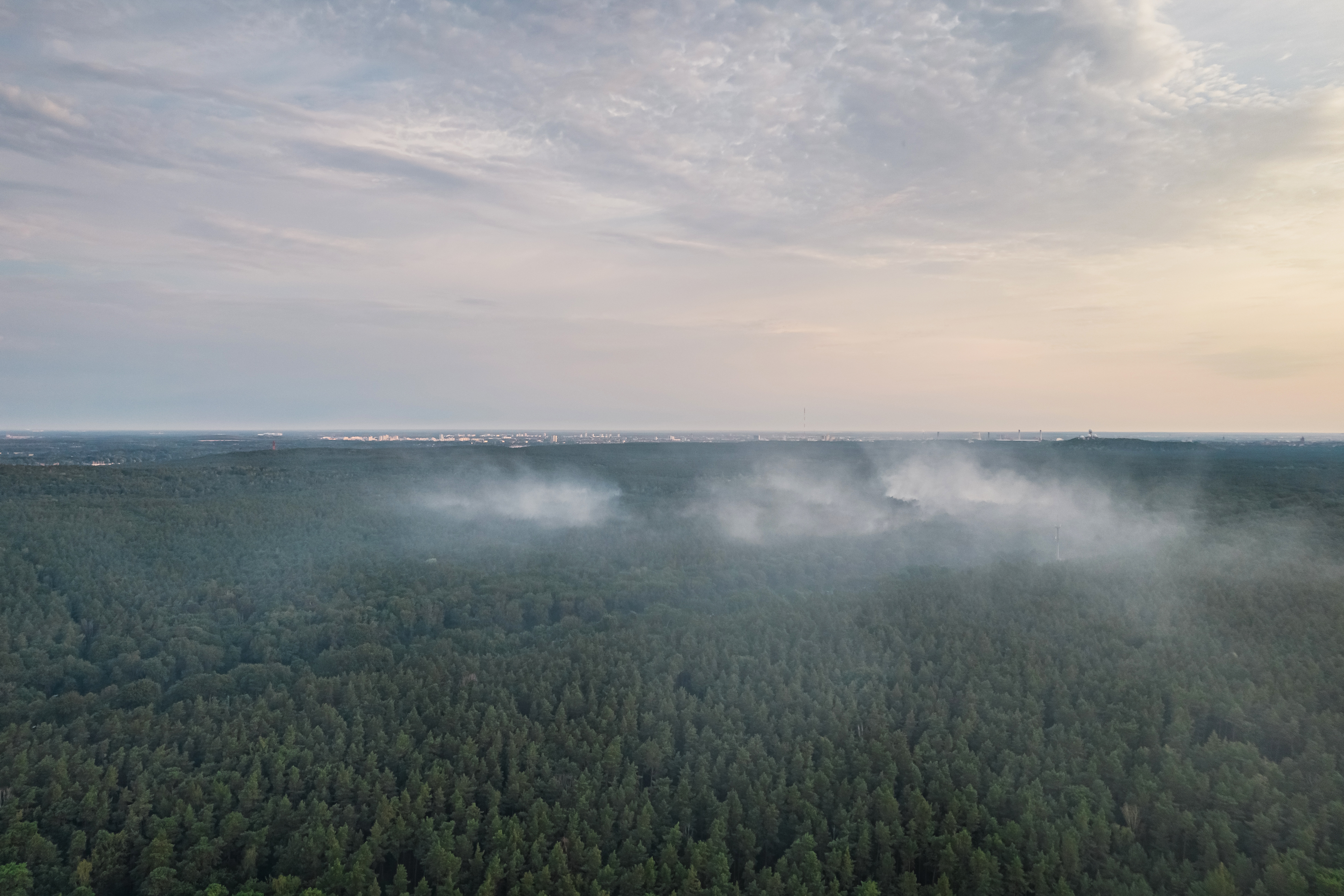
Rauch über dem Grunewald am Tag nach Brandentstehung

In den frühen Morgenstunden des 4. August 2022 kam es auf dem Sprengplatz zu einer ungeplanten Explosion, die wiederum weitere Explosionen auslöste und vermutlich durch Selbstentzündung von Sprengstoffen oder Akkus ausgelöst wurde. Der umliegende Wald geriet dadurch in Flammen. Das Feuer konnte sich im ausgetrockneten Grunewald zu einem Großbrand auf einer Fläche von 42 Hektar ausweiten. Der S-Bahn-Verkehr musste unterbrochen, der Eisenbahn-Regional- und Fernverkehr umgeleitet und die AVUS beidseitig für den Verkehr gesperrt werden. Am Nachmittag des 6. August wurden die Gleise der S-Bahn sowie des Regional- und Fernverkehrs wieder freigegeben, wohingegen die AVUS vorerst gesperrt blieb und erst am Abend des 10. August 2022 die Freigabe nachfolgte – das Waldgebiet bleibt weiterhin gesperrt. Nachdem die Löscharbeiten am Mittag des 12. August beendet worden waren, wurden die Sperrungen aufgehoben. Das Munitions-Arbeitshaus, die Lagergebäude für Feuerwerkskörper und Sprengmittel und die Asservatenlager der Polizei Berlin mit sämtlichen Asservaten wurden durch den Brand zerstört.
Die Brandursachenermittlung ergab bis zum 16. August 2022 keine Ergebnisse und wird vom Landeskriminalamt Berlin und der Polizei Berlin fortgeführt. Am 5. September gab die Polizei bekannt, dass man Brandstiftung mit sehr hoher Wahrscheinlichkeit ausschließe.

## Zukunft
Die bereits jahrzehntelang geführte Debatte, ob der Standort für den Sprengplatz im Grunewald – einem Naherholungsgebiet – und in unmittelbarer Nähe von stark genutzten Verkehrstrassen wie der Wetzlarer Bahn und der AVUS noch zulassungsfähig ist, wurde durch den Brand gleichwohl in das Bewusstsein einer noch größeren Öffentlichkeit gerückt. Die Regierende Bürgermeisterin von Berlin, Franziska Giffey, sprach sich dafür aus, eine Verlegung des Sprengplatzes ins benachbarte Bundesland Brandenburg zu prüfen. Barbara Slowik, die Berliner Polizeipräsidentin, plädierte dafür, lange Transporte der hochexplosiven Kampfmittel ins Berliner Umland zu vermeiden und sprach sich für eine Weiternutzung des Sprengplatzes aus. Michael Stübgen, der brandenburgische Innenminister, zeigte sich für eine Kooperation grundsätzlich offen; das Land Brandenburg verfügt über einen Sprengplatz im Kummersdorf südöstlich von Berlin. Die Innensenatorin Iris Spranger (SPD) gab am 31. August 2022 bekannt, dass der Sprengplatz am bisherigen Standort in Berlin verbleibt, weil es in Berlin keine anderen möglichen Standorte gibt.